# Libon, Filippinerna
Libon (Bayan ng Libon) är en kommun i Filippinerna. Kommunen ligger på ön Luzon, och tillhör provinsen Albay. Folkmängden uppgår till 75 172 invånare (folkräkning 2015).
Libon är indelat i 47 barangayer.